# Catillaria atomarioides
Catillaria atomarioides är en lavart som först beskrevs av Johannes Müller Argoviensis, och fick sitt nu gällande namn av H. Kilias. Catillaria atomarioides ingår i släktet Catillaria och familjen Catillariaceae.  Arten är reproducerande i Sverige. Inga underarter finns listade i Catalogue of Life.